# 15e étape du Tour d'Italie 2006
La 15e étape du Tour d'Italie 2006 a lieu le 22 mai entre Mergozzo et Brescia. Elle est remportée par Paolo Bettini.

## Résultats

### Classement de l'étape
|    | Coureur             | Pays      | Équipe                |    | Temps           |
| -- | ------------------- | --------- | --------------------- | -- | --------------- |
| 1  | Paolo Bettini       | Italie    | Quick Step-Innergetic | en | 4 h 15 min 42 s |
| 2  | Olaf Pollack        | Allemagne | T-Mobile              | +  | m.t.            |
| 3  | Robert Förster      | Allemagne | Gerolsteiner          |    | m.t.            |
| 4  | Henk Vogels         | Australie | Davitamon-Lotto       |    | m.t.            |
| 5  | Maximiliano Richeze | Argentine | Panaria               |    | m.t.            |
| 6  | Fabrizio Guidi      | Italie    | Phonak                |    | m.t.            |
| 7  | Leonardo Duque      | Colombie  | Cofidis               |    | m.t.            |
| 8  | Alberto Loddo       | Italie    | Colombia Selle-Italia |    | m.t.            |
| 9  | Carlos Da Cruz      | France    | Française des jeux    |    | m.t.            |
| 10 | Gorazd Štangelj     | Slovénie  | Lampre-Fondital       |    | m.t.            |

### Points attribués
|   | Cycliste            | Pays    | Équipe                | Points |
| - | ------------------- | ------- | --------------------- | ------ |
| 1 | Iban Mayoz          | Espagne | Euskaltel-Euskadi     | 8      |
| 2 | Christophe Edaleine | France  | Crédit agricole       | 6      |
| 3 | Gabriele Missaglia  | Italie  | Colombia Selle-Italia | 4      |
| 4 | Gustav Larsson      | Suède   | Française des jeux    | 3      |
| 5 | Mickaël Delage      | France  | Française des jeux    | 2      |
| 6 | Patrick Calcagni    | Suisse  | Liquigas              | 1      |

|    | Cycliste            | Pays      | Équipe                | Points |
| -- | ------------------- | --------- | --------------------- | ------ |
| 1  | Paolo Bettini       | Italie    | Quick Step-Innergetic | 25     |
| 2  | Olaf Pollack        | Allemagne | T-Mobile              | 20     |
| 3  | Robert Förster      | Allemagne | Gerolsteiner          | 16     |
| 4  | Henk Vogels         | Australie | Davitamon-Lotto       | 14     |
| 5  | Maximiliano Richeze | Argentine | Panaria               | 12     |
| 6  | Fabrizio Guidi      | Italie    | Phonak                | 10     |
| 7  | Leonardo Duque      | Colombie  | Cofidis               | 9      |
| 8  | Alberto Loddo       | Italie    | Colombia Selle-Italia | 8      |
| 9  | Carlos Da Cruz      | France    | Française des jeux    | 7      |
| 10 | Gorazd Štangelj     | Slovénie  | Lampre-Fondital       | 6      |
| 11 | Alberto Ongarato    | Italie    | Team Milram           | 5      |
| 12 | Yuriy Krivtsov      | Ukraine   | AG2R Prévoyance       | 4      |
| 13 | Manuele Mori        | Italie    | Saunier Duval         | 3      |
| 14 | Yohann Gène         | France    | Bouygues Telecom      | 2      |
| 15 | Arnaud Labbe        | France    | Bouygues Telecom      | 1      |

### Points attribués pour le classement combiné
|    | Cycliste               | Pays      | Équipe                | Points |
| -- | ---------------------- | --------- | --------------------- | ------ |
| 1  | Ivan Basso             | Italie    | Team CSC              | 40     |
| 2  | José Enrique Gutiérrez | Espagne   | Phonak                | 37     |
| 3  | Sandy Casar            | France    | Française des jeux    | 37     |
| 4  | Paolo Savoldelli       | Italie    | Discovery Channel     | 32     |
| 5  | Damiano Cunego         | Italie    | Lampre-Fondital       | 18     |
| 6  | Franco Pellizotti      | Italie    | Liquigas              | 16     |
| 7  | Paolo Bettini          | Italie    | Quick Step-Innergetic | 15     |
| 8  | Fortunato Baliani      | Italie    | Panaria               | 15     |
| 9  | Mickaël Delage         | France    | Française des jeux    | 15     |
| 10 | Olaf Pollack           | Allemagne | T-Mobile              | 14     |

## Classements à l'issue de l'étape

### Classement général
|     | Cycliste               | Pays       | Équipe                |    | Temps            |
| --- | ---------------------- | ---------- | --------------------- | -- | ---------------- |
| 1   | Ivan Basso             | Italie     | Team CSC              | en | 59 h 44 min 07 s |
| 2   | José Enrique Gutiérrez | Espagne    | Phonak                | +  | 3 min 27 s       |
| 3   | Paolo Savoldelli       | Italie     | Discovery Channel     |    | 5 min 30 s       |
| 4   | Wladimir Belli         | Italie     | Colombia Selle-Italia |    | 7 min 35 s       |
| 5   | Gilberto Simoni        | Italie     | Saunier Duval         |    | 8 min 00 s       |
| 6   | Sandy Casar            | France     | Française des jeux    |    | 8 min 01 s       |
| 7   | Franco Pellizotti      | Italie     | Liquigas              |    | 8 min 14 s       |
| DSQ | Thomas Danielson       | États-Unis | Discovery Channel     |    | 8 min 35 s       |
| 9   | Damiano Cunego         | Italie     | Lampre-Fondital       |    | 8 min 58 s       |
| 10  | Danilo Di Luca         | Italie     | Liquigas              |    | 10 min 36 s      |

### Classement par points
|   | Cycliste         | Pays      | Équipe                | Points |
| - | ---------------- | --------- | --------------------- | ------ |
| 1 | Paolo Bettini    | Italie    | Quick Step-Innergetic | 115    |
| 2 | Olaf Pollack     | Allemagne | T-Mobile              | 88     |
| 3 | Paolo Savoldelli | Italie    | Discovery Channel     | 79     |

### Classement du meilleur grimpeur
|   | Cycliste          | Pays   | Équipe             | Points |
| - | ----------------- | ------ | ------------------ | ------ |
| 1 | Fortunato Baliani | Italie | Panaria            | 24     |
| 2 | Sandy Casar       | France | Française des jeux | 23     |
| 3 | Ivan Basso        | Italie | Team CSC           | 21     |

### Classement du combiné
|   | Cycliste               | Pays    | Équipe            | Points |
| - | ---------------------- | ------- | ----------------- | ------ |
| 1 | Paolo Savoldelli       | Italie  | Discovery Channel | 609    |
| 2 | José Enrique Gutiérrez | Espagne | Phonak            | 423    |
| 3 | Ivan Basso             | Italie  | Team CSC          | 332    |

### Classements par équipes

#### Classement aux temps
|   | Équipe            | Pays       |    | Temps             |
| - | ----------------- | ---------- | -- | ----------------- |
| 1 | Phonak            | Suisse     | en | 178 h 08 min 15 s |
| 2 | Liquigas          | Italie     | +  | 3 min 15 s        |
| 3 | Discovery Channel | États-Unis |    | 10 min 04 s       |

#### Classement aux points
|   | Équipe       | Pays      | Points |
| - | ------------ | --------- | ------ |
| 1 | Panaria      | Italie    | 203    |
| 2 | Gerolsteiner | Allemagne | 201    |
| 3 | Phonak       | Suisse    | 194    |

### Classements annexes

#### Classement Azzurri d'Italia
|   | Cycliste      | Pays      | Équipe                | Points |
| - | ------------- | --------- | --------------------- | ------ |
| 1 | Paolo Bettini | Italie    | Quick Step-Innergetic | 9      |
| 2 | Ivan Basso    | Italie    | Team CSC              | 8      |
| 3 | Olaf Pollack  | Allemagne | T-Mobile              | 7      |

#### Classement de la combativité
|   | Cycliste               | Pays    | Équipe                | Points |
| - | ---------------------- | ------- | --------------------- | ------ |
| 1 | Paolo Bettini          | Italie  | Quick Step-Innergetic | 26     |
| 3 | José Enrique Gutiérrez | Espagne | Phonak                | 23     |
| 2 | Sandy Casar            | France  | Française des jeux    | 21     |

#### Classement 110 Gazzetta
|   | Cycliste         | Pays   | Équipe             | Points |
| - | ---------------- | ------ | ------------------ | ------ |
| 1 | Mickaël Delage   | France | Française des jeux | 11     |
| 2 | Patrick Calcagni | Suisse | Liquigas           | 11     |
| 3 | Sandy Casar      | France | Française des jeux | 10     |

#### Classement de l'échappée (Fuga)
|   | Cycliste            | Pays    | Équipe                | Points |
| - | ------------------- | ------- | --------------------- | ------ |
| 1 | Christophe Edaleine | France  | Crédit agricole       | 364    |
| 2 | Gabriele Missaglia  | Italie  | Colombia Selle-Italia | 303    |
| 3 | Sergiy Matveyev     | Ukraine | Panaria               | 207    |